# Wouter olde Heuvel
Wouter Olde Heuvel, né le 18 août 1986 à Losser, est un patineur de vitesse néerlandais. Il est spécialiste du patinage toutes épreuves.

## Palmarès
- Championnats du monde
  -  Médaille d'or à la poursuite par équipes en 2008 à Nagano
  -  Médaille d'or à la poursuite par équipes en 2009 à Richmond
  -  Médaille de bronze sur 5 000 m en 2008 à Nagano

- Coupe du monde
  - 3 podiums individuels dont 1 victoire durant la saison 2011-2012.

- Championnats des Pays-Bas
  - 2 fois champion toutes épreuves en 2010 et 2011